# Walter Huston
Walter Thomas Huston, ursprungligen Houghston, född 6 april 1883 i Toronto i Ontario, död 7 april 1950 i Los Angeles, var en kanadensiskfödd amerikansk skådespelare.

## Biografi
Walter Huston studerade till ingenjör men lockades av scenen och slöt sig till ett kringresande revysällskap. Omkring år 1905 var han ganska framgångsrik i revyer. Samma år gifte han sig med tidningskvinnan Rhea Gore och 1906 blev han far till en son, den blivande regissören John Huston. Han beslöt sig då för att bli en ansvarsfull äkta make och far, och lämnade teatern. Istället arbetade han i tre år som ingenjör vid vatten- och elektriska anläggningar i Nevada och i St. Louis, Missouri.
1909 återvände Walter Huston till scenen och blev snart en populär revystjärna. År 1913 slutade hans äktenskap i skilsmässa. År 1924 slog han om till dramatiska roller och medverkade i flera pjäser på Broadway innan han 1929 begav sig till Hollywood. Hans första stora filmframgång var titelrollen i Abraham Lincoln (1930).
Walter Huston belönades 1948 med en Oscar för bästa manliga biroll i sonens film Sierra Madres skatt.
Walter Huston är farfar till skådespelaren Anjelica Huston.

## Filmografi i urval
- 1929 – Bragdernas man
- 1930 – Abraham Lincoln
- 1932 – Panik
- 1936 – Varför byta männen hustru?
- 1940 – Ljuset som försvann
- 1943 – Yankee Doodle Dandy
- 1944 – Draksådd
- 1946 – Duell i solen
- 1948 – Sierra Madres skatt
- 1950 – Våldets lag

## Teater

### Roller
| År   | Roll         | Produktion                  | Regi              | Teater                          |
| ---- | ------------ | --------------------------- | ----------------- | ------------------------------- |
| 1927 | Nifty Miller | The Barker Kenyon Nicholson | Priestly Morrison | Biltmore Theatre, New York, USA |